# Chartreuse de Königsfeld

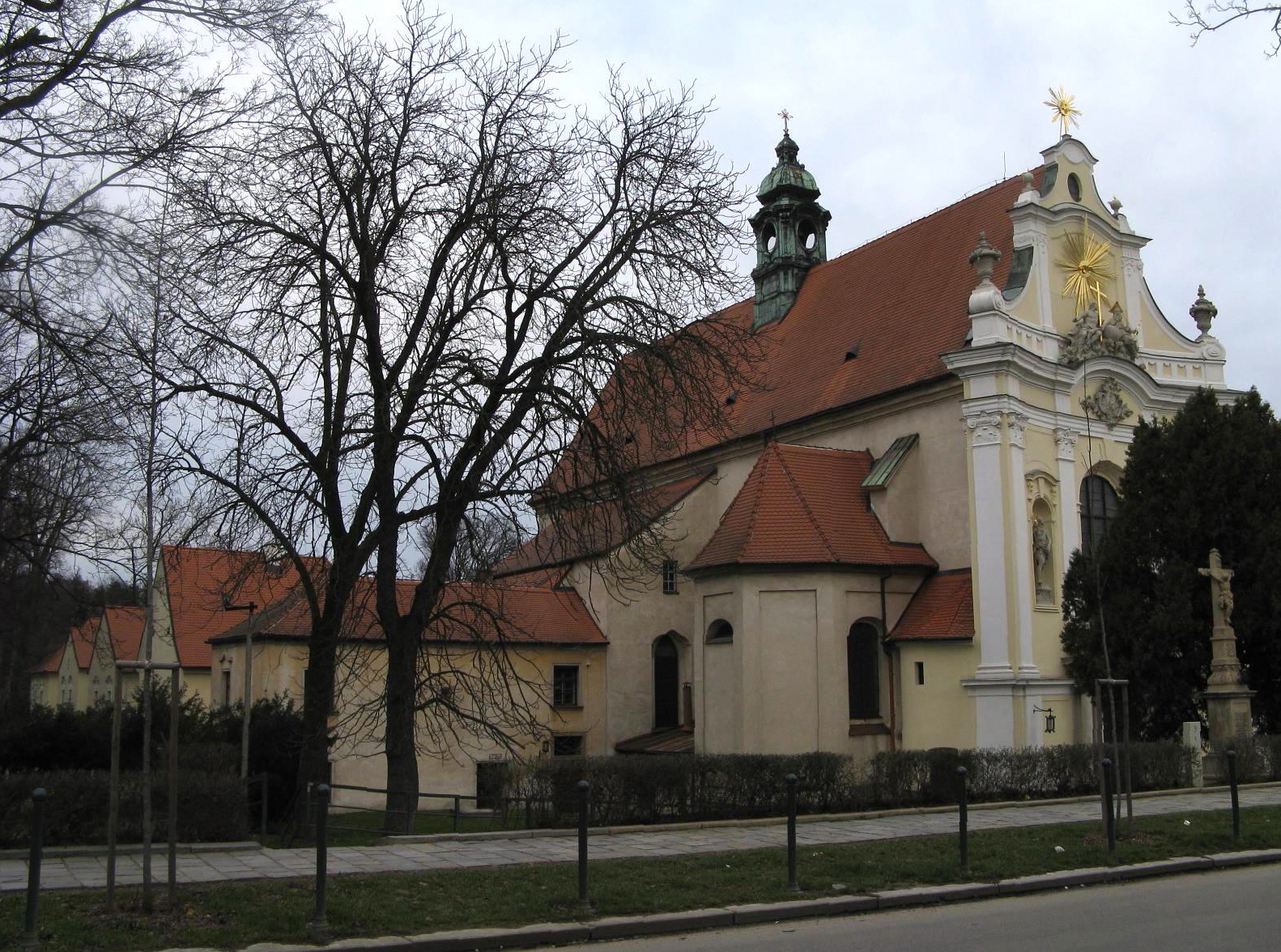
Ancienne église des Chartreux, aujourd'hui église paroissiale de la Sainte-Trinité.

La chartreuse de la Sainte-Trinité (Cartusia S. Trinitas), plus connue sous le nom de chartreuse de Brünn (Cartusia Brunensis) ou chartreuse de Königsfeld (Kartause der hl. Dreifaltigkeit in Königsfeld), est une ancienne chartreuse sise à Königsfeld en Moravie près de Brünn (aujourd'hui Brno en république tchèque) dont il compose désormais un quartier. Elle a été fondée en 1375 par le margrave de Moravie, Jean-Henri de Luxembourg. Elle a été supprimée le 18 janvier 1782 par Joseph II.
L'église de l'ancienne chartreuse est devenue église paroissiale ; l'ancien couvent est devenu caserne puis école technique.

## Histoire
Le roi de Bohême et empereur du Saint-Empire romain germanique, Charles IV, octroie en 1349 le margraviat de Moravie à son jeune frère Jean-Henri. Précédemment le margraviat avait été réduit au diocèse d'Olmütz et au duché de Troppau qui étaient directement rattachés à la Couronne de Bohême. Jean-Henri demeurait à Brünn et prônait une politique de développement économique et spirituel de ses sujets. 
Peu avant sa mort, Jean-Henri fonde avec le soutien de ses fils Jobst, Procope et Jean la chartreuse de Königsfeld, le 13 août 1375. Elle est placée sous le vocable de la sainte Trinité. Afin de lui assurer sa subsistance économique, des terres lui sont données autour de Königsfeld avec un petit relais de chasse sur les hauteurs de la ville de Brünn, comprenant les villages de Strzielcz et de Tschernowitz  et le vignoble d'Obřany, etc. Après la mort de Jean-Henri en novembre de la même année, le nouveau margrave Jobst se pose en protecteur de la nouvelle chartreuse qu'il inscrit aux terrae tabulae de Moravie, tandis que les fondations du monastère et de l'église sont posées. Des moines de la chartreuse de Gaming viennent former la première communauté et ils nomment un prieur issu lui-aussi de Gaming.
Bientôt la chartreuse doit subir les dommages de la guerre entre les deux frères Jobst et Procope. Finalement Procope est enterré à la chartreuse en 1405. À partir de 1406, le Hambourgeois Johannes Rode (profès de la chartreuse de Prague) devient le prieur de la chartreuse de Königsfeld. Pendant la guerre des hussites, ceux-ci saccagent et démolissent en partie la chartreuse et le village, puis l'incendient en 1423. Elle est reconstruite à partir de 1431. Puis le roi Georges de Bohême est bien disposé envers les chartreux qui se montrent donc loyaux à son égard. Cependant plus tard, la ville de Brünn s'allie avec l'usurpateur Matthias Corvin ; le fils de Georges, Victorin, tient la forteresse de Spielberg, tandis que les partisans de Corvin attaquent la chartreuse qui se trouvait hors des murs de la ville. En janvier 1469, Victorin ne peut plus tenir la forteresse de Spielberg et les troupes hongroises incendient la chartreuse.
La période qui suit est une période florissante pour la chartreuse qui est reconstruite et dirigée par le prieur Bernhard Lang, puis par son frère Anton Lang à partir de 1490. Elle acquiert un graduel en 1505
Dans la seconde partie du XVIe siècle, des réformes ont lieu afin d'assurer la survie de la chartreuse. En 1604, l'église de la chartreuse est enrichie de nouvelles stalles de chœur de style Renaissance, sculptées par Emmerich Thurn et aujourd'hui en possession du musée d'art de Prague. Après la bataille de la Montagne-Blanche de 1618, la chartreuse est envahie par les protestants le 17 août 1619 et les moines sont faits prisonniers. Leurs villages sont vidés de leurs habitants et saccagés, les terrains vendus en parcelles. Une partie des domaines est acquise par Wilhelm Munk d'Eibeschütz, partisan des protestants. Après la fuite en 1621 du « roi de l'hiver », Frédéric V, les chartreux peuvent retrouver leurs biens. L'évêque d'Olmütz, Franz Seraph von Dietrichstein, aide à la reconstruction du monastère. Mais bientôt arrivent les affres de la guerre de Trente Ans. Le général suédois Lennart Torstensson fait en 1645 de la chartreuse son quartier général. La chartreuse est encore saccagée; lorsque les moines qui avaient pris la fuite retournent dans leur chartreuse, il n'y a plus que la moitié du monastère qui est encore debout.

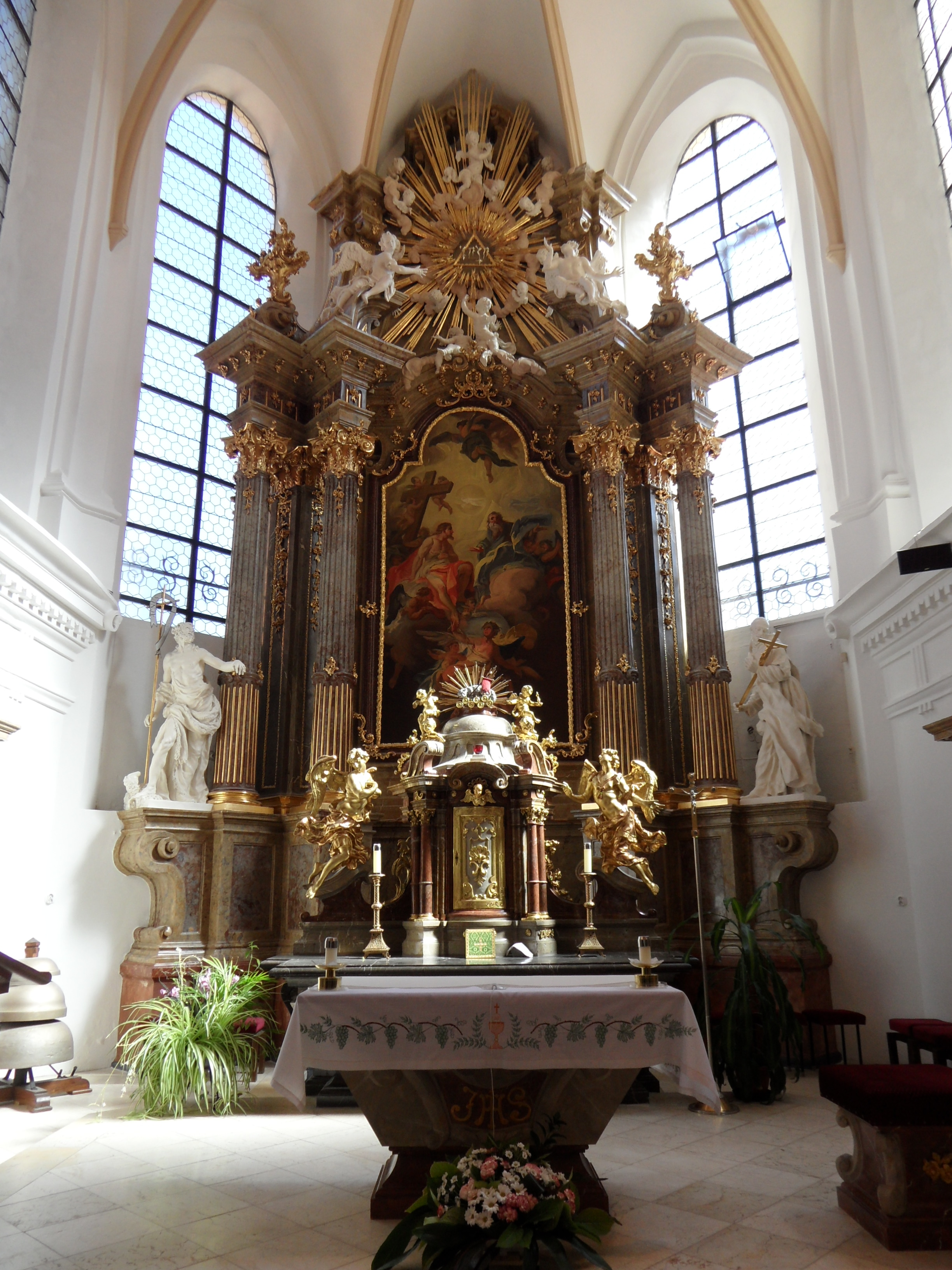
Maître-autel de l'ancienne église des Chartreux.

Comme dans la plupart des chartreuses européennes, la fin du XVIIe siècle et le début du XVIIIe siècle inaugurent une période de prospérité économique et de rayonnement intellectuel et spirituel pour la chartreuse de Königsfeld à peine interrompue par la guerre de succession d'Autriche. En 1765, le prieur Athanasius Gottfried fait redécorer en style baroque et agrandir l'ensemble de la chartreuse. Il fait appel à de nombreux artistes talentueux, dont le sculpteur Andreas Schweigel et le peintre Franz Anton Maulbertsch. La bibliothèque possède alors 271 manuscrits médiévaux précieux, 162 incunables et 3 000 livres imprimés. La chartreuse possède aussi une collection de tableaux, de dessins et d'esquisses remarquables allant de Dürer à Maulbertsch.
Cette prospérité suscite des jalousies, alors que le despotisme éclairé est à son apogée. Aussi Joseph II décide-t-il de supprimer les ordres contemplatifs et de nationaliser leurs propriétés. La chartreuse est supprimée le 18 janvier 1782. Une commission dirigée par le comte Johann Mitrowsky signifie leur dispersion aux chartreux. Ils ont le choix entre recevoir une pension ou entrer dans une congrégation active non supprimée. Le dernier prieur (depuis 1750), Athanasius Gottfried (né en 1728), meurt le 3 octobre 1814 à Brünn,
L'église est instituée comme simple église filiale paroissiale en 1782, puis comme église paroissiale en 1853, remplaçant l'ancienne église de village construite en 1279 et détruite en 1785. 
L'ancien monastère sert de caserne à l'armée impériale, puis on y ouvre une école de cadets en 1877. Lorsque la Tchécoslovaquie est formée en 1918, elle sert à l'armée tchécoslovaque. Après 1964, une école technique dépendant de l'université de Brno y est installée.